# Batalla del Betis Superior
La batalla del Betis Superior, coneguda també com a batalla d'Ilorca, fou el segon episodi de l'altrament coneguda batalla del Betis Superior, un conflicte militar que tingué lloc durant la Segona Guerra Púnica entre Cartago i la República Romana. En dos enfrontaments consecutius, l'exèrcit cartaginès liderat per Àsdrubal Barca, Magó Barca (germans d'Hanníbal) i Àsdrubal (fill de Giscó) derrotaren l'exèrcit romà sota el comandament de Publi Corneli Escipió i Gneu Corneli Escipió Calb. Ambdós germans Escipió resultaren morts.

## Situació estratègica
Publi Corneli Escipió i el seu germà Gneu Corneli Escipió Calb havien estat entre el 218 aC i el 211 aC a Hispània evitant que els recursos hispans es dirigissin a recolzar Hanníbal Barca, que es trobava lluitant contra els romans a la península Itàlica.
Després de la derrota d'Àsdrubal Barca en la batalla d'Ibera la primavera de 215 aC, els romans havien assegurat les seves posicions al nord de l'Ebre i procediren a guanyar-se la lleialtat cap a la causa romana d'una sèrie de tribus íberes. Des de Tarraco llançaren diverses missions de saqueig al territori cartaginès del sud de l'Ebre i Publi Escipió va arribar fins i tot a endinsar-se fins a Sagunt el 214 aC. Durant aquests anys, tant els romans com els cartaginesos s'enfrontaren i sufocaren una sèrie de revoltes íberes.
Els germans Escipió no reberen reforços des d'Itàlia per culpa de la pressió que els mateixos romans estaven patint a mans d'Hanníbal en el seu propi territori. Àsdrubal, per la seva part, havia rebut dos nous exèrcits sota el comandament del seu germà més jove Magó Barca i d'Àsdrubal (fill de Giscó). Aquests dos nous exèrcits s'enfrontaren amb els Escipió en algunes batusses de resultat poc decisiu durant els anys 215 aC a 211 aC.
Per la seva part, els germans Escipió aconseguiren persuadir a Sifax, rei de Numídia, perquè iniciés hostilitats contra Cartago en 213 aC amb un exèrcit entrenat militarment per romans. Malgrat tot, la situació en la península Ibèrica era prou estable perquè Àsdrubal Barca marxés cap a Àfrica per sufocar la rebel·lió de Sifax l'any 213/212 aC i pogués retornar a Hispània a finals de 212 aC amb uns altres 3.000 númides sota el comandament de Masinissa, que seria el futur rei de Numídia. Mentrestant, a Itàlia, Hanníbal aconseguia guanyar Càpua, capturar Tarent i mantenir el control sobre Lucania, Calàbria i Apúlia. Els romans havien aconseguit prendre de nou el control de diverses ciutats italianes i posaven setge a Càpua i Siracusa.

## Preludi
ELs germans Escipió contractaren a 20.000 mercenaris celtibers per reforcar el seu exèrcit de 30.000 homes d'infanteria i 3.000 de cavalleria. Coneixedors que els exèrcits cartaginesos estaven assentats en llocs diferents, amb Àsdrubal Barca i 15.000 homes a la vora d'Amtorgis, i Magó Barca i Àsdrubal Giscó amb uns altres 10.000 hombres més a l'oest, els germans Escipió planejaren dividir les seves forces. Conseqüentment, Publi va prendre 20.000 soldats romans i aliats i va atacar a Magó a la rodalia de Castulo, mentre que Gneu prenia una doble legió (10.000 homes) i als mercenaris per atacar a Àsdrubal Barca. La tàctica va provocar dos enfrontaments, la batalla de Castulo i la batalla d'Ilorca que tindrien lloc en pocs dies de diferència l'una de l'altra.

## Batalla
Gneu Escipió va arribar abans que el seu germà al seu objectiu, però Àsdrubal Barca ja havia ordenat als exèrcits de Giscó, Masanisa i Amtorgis, un cabdill aliat, que s'unissin a Magó. Àsdrubal llavors es mantingué ferm davant de Gneu, esperant-lo dins d'un campament fortificat i subornant als mercenaris perquè desertessin del bàndol romà. Això va provocar que l'exèrcit d'Àsdrubal superés en nombre al de Gneu Escipió.
El romà, havent perdut la superioritat numèrica després de la deserció dels mercenaris celtíbers i malgrat que encara no coneixia el tràgic destí del seu germà, decidí retirar-se cap al nord d'Hispània quan es topà amb Magó i Àsdrubal amb els seus dos exèrcits, que retornaven de vencer i donar mort a Publi Corneli Escipió I als seus a la batalla de Castulo.
Els romans, en total desavantatge, deixaren el campament en plena nit, amb els focs de camp encara encesos per enganyar als cartaginesos. Es dirigiren cap al riu Ebre per intentar creuar-lo i tornar a la seguretat de Tarraco, però els númides els detectaren l'endemà. Davant de la presència cartaginesa, els romans es veieren obligats a retirar-se i resistir en un turó proper a Ilorca. Aquella mateixa nit, l'exèrcit del mateix Àsdrubal Barca s'uní al del seu germà i al de Giscó, formant un sol i temible bloc.
En una defensa desesperada, els romans intentaren crear una muralla defensiva utilitzant el seu equipament de campanya, doncs el terreny era massa pedregós per poder cavar defenses, però els cartaginesos les superaren sense problemes i acabaren amb l'exèrcit romà. Gneu Escipió, igual que Publi a Castulo, també va morir durant la batalla.

## Fets posteriors
Els pocs romans que pogueren fugir arribaren al nord de l'Ebre on finalment s'organitzaren en un exèrcit de 8.000 soldats, però els caps cartaginesos no dugueren a terme cap acció coordinada per acabar amb l'amenaça dels supervivents.
A finals del 211 aC, Roma envià uns 10.000 soldats més a Hispània, sota el comandament de Gai Claudi Neró, però aquest no aconseguí cap victòria espectacular, si bé de nou els cartaginesos tampoc llançaren cap atac seriós sobre els romans en la península. Lamentarien més tard no haver aprofitat l'ocasió, perquè amb l'arribada de Publi Corneli Escipió l'Africà, fill de Publi Escipió, al davant d'uns altres 10.000 homes l'any 210 aC, els cartaginesos serien derrotats en la batalla de Cartago Nova l'any 209 aC